# 江戸相撲安永8年3月場所
江戸相撲安永8年3月場所（えどすもうあんえい8ねん3がつばしょ）は、安永8年（1779年）3月に開催された江戸相撲（大相撲の前身）の本場所。興行場所は深川御船蔵前八幡御旅所。

## 幕内番付・星取表
| 東   | 東                  | 東             | 番付      | 西               | 西                  | 西               |
| 備考 | 成績                | 力士名         | 番付      | 力士名           | 成績                | 備考             |
| ---- | ------------------- | -------------- | --------- | ---------------- | ------------------- | ---------------- |
|      | 6勝1敗3休           | 鷲ヶ濱音右エ門 | 大関      | 二所ヶ瀧軍太夫   | 全休                | 新大関（第59代） |
|      | 4勝3敗2分1休        | 虹ヶ嶽杣右エ門 | 関脇      | 谷風梶之助       | 9勝1休              |                  |
|      | 3勝6勝1預           | 鏡ヶ嶽増右エ門 | 小結      | 石見潟丈右エ門   | 2勝5敗1分1預1休     |                  |
|      | 7勝1敗1預1休        | 風師山龍右エ門 | 前頭筆頭  | 十万ノ海捷右エ門 | 3勝3敗1分1預2休     |                  |
|      | 3勝2敗1分1預3休     | 渦が淵勘太夫   | 前頭2枚目 | 越ノ海勇藏       | 4勝2敗1分1無勝負2休 |                  |
|      | 6勝1敗1分1無勝負1休 | 稲川政右エ門   | 前頭3枚目 | 沖津風浪右エ門   | 4勝2敗2分1預1休     |                  |
|      | 全休                | 苫ヶ嶋浦右エ門 | 前頭4枚目 | 鏡川岨右エ門     | 2勝6敗1無勝負1休    |                  |

## 備考
- この時代の江戸相撲においては優勝力士という概念は存在していないが、後に定められた優勝制度を遡って準用することができる。本場所においては、谷風が優勝相当となる。